# 安鐘範
安 鐘範（アン・ジョンボム 朝: 안종범、1959年7月15日 - ）は、大韓民国の政治家。大韓民国第19代国会議員（セヌリ党比例選出）。漢字表記は安鍾範とも。

## 経歴
1977年に啓聖高等学校を卒業。1981年に成均館大学校で経済学の学士号を取得。1984年に成均館大学校で経済学の碩士号を取得。1991年に ウィスコンシン大学で経済学の博士号を取得。その後は米国貧困研究所研究委員、大宇経済研究所選任研究員、韓国租税研究院研究委員・研究調整部長、ソウル市立大学校経済学部助教授、成均館大学校経済学部経済学科助教授、『韓国経済の分析』編集委員、韓国職業能力開発院専門家モニター委員、成均館大学校経済学部経済学科主任教授・副教授、成均館大学校経済研究所所長、『デイリアン』企画委員、韓国開発研究院経済専門家モニター委員、韓半島先進化財団租税財政チーム長、成均館大学校経済学部経済学科教授、金融委員会公的資金管理委員会委員、統計庁国家統計委員会地域分科委員、ソウル市政開発研究院研究諮問委員会委員、韓国保健社会研究院研究諮問委員会委員、企画財政部自己評価委員会委員、企画財政部税制発展審議委員会委員、財政リスク管理委員会民間委員、女性家族部政策諮問委員会委員を歴任した。
2014年9月、朴槿恵大統領は安鐘範を政策調整首席秘書官に任命した。2016年10月30日、朴槿恵大統領による崔順実ゲート事件を受けて安鐘範は辞任。安鐘範の後任は姜錫勲経済首席秘書官が代行した。11月4日、警察の捜査を受けた。その後、職権乱用権利行使妨害などの罪で起訴され、2020年6月11日に懲役4年、罰金6000万ウォン、追徴金1900万ウォンの判決が確定した。